# Гулзарилал Нанда
Гулзарилал Нанда (Сијалкот, 4. јул 1898 — Ахмедабад, 15. јануар 1998) је био индијски политичар и економиста који се специјализовао за питања рада. Био је вршила дужности премијера Индије у два кратка наврата, након смрти Џавахарлала Нехруа 1964. и Лала Бахадура Шастрија 1966. У оба случаја, мандат му је окончан кад је владајућа партија, Индијски национални конгрес, изабрала новог премијера. 1997. му је додељен највиши индијски цивилни орден, Бхарат ратна.